# Mlapa III
Mlapa III era un rey de Togo, de la etnia Ewe, bajo cuyo reinado el explorador Gustav Nachtigal, el 5 de julio de 1884, impuso un protectorado alemán.

## Biografía
Hijo del rey Agomegan, su verdadero nombre era Plakoo y su sobrenombre derivaba de "Mlapa Etu ne Mlapa, ewui ne Mlapa" (Invulnerabilidad al fusil y al cuchillo). Su sobrenombre explica que algunos habían creído que se trataba de dos personajes distintos.
Antes de esta fecha, el rey controlaba un territorio alrededor del lago Togo. Había tenido el derecho de percibir impuestos, del que una parte era utilizada por el reino y la otra por el palacio. Era un jefe de guerra que dirigía sus tropas en el campo de batalla .
Su hijo Mlapa IV será parte de las autoridades tradicionales consultadas después de la sucesión del jefe tradicional Vogan el 23 de agosto de 1951. Su dinastía existió siempre y está representada por su nieto Mlapa V, el príncipe heredero se llama Asrafo Plakoo Mlapa.